# Holger Rørdam (læge)
 For alternative betydninger, se Holger Rørdam. (Se også artikler, som begynder med Holger Rørdam)
Holger Rørdam (født 23. december 1863 i Satrup i Angel, Slesvig, død 10. maj 1941 på Militærhospitalet i København) var en dansk læge og politiker. Holger Rørdam var søn af sognepræst Holger Rørdam. Hans sidste bopæl var Hjordkær, Aabenraa amt, hvor han levede som pensioneret stabslæge.